# 2016-os öttusa-Európa-bajnokság
A 2016-os öttusa-Európa-bajnokságot a bulgáriai Szófiában rendezték 2016. július 4. és július 11. között.

## Eredmények

### Férfi
| Versenyszám | Arany                                                                | Ezüst                                                           | Bronz                                                          |
| Egyéni      | Jan Kuf · Csehország                                                 | Kasza Róbert · Magyarország                                     | Riccardo De Luca · Olaszország                                 |
| Csapat      | Olaszország · Riccardo De Luca · Pier Paolo Petroni · Fabio Poddighe | Franciaország · Valentin Belaud · Simon Casse · Gauthier Romani | Németország · Stefan Köllner · Fabian Liebig · Alexander Nobis |
| Váltó       | Oroszország · Alexander Savkin · Aleksander Lesun                    | Csehország · Ondřej Polívka · Martin Bilko                      | Lengyelország · Sebastian Stasiak · Jaroslaw Swiderski         |

### Női
| Versenyszám | Arany                                                                        | Ezüst                                                            | Bronz                                                                          |
| Egyéni      | Laura Asadauskaitė · Litvánia                                                | Gulnaz Ragyikovna Gubajdullina · Oroszország                     | İlke Özyüksel · Törökország                                                    |
| Csapat      | Litvánia · Gintarė Venckauskaite · Laura Asadauskaite · Karolina Guzauskaite | Egyesült Királyság · Samantha Murray · Joanna Muir · Kate French | Oroszország · Anna Buriak · Gulnaz Ragyikovna Gubajdullina · Anastasia Petrova |
| Váltó       | Fehéroroszország · Katsiaryna Arol · Iryna Prasiantsova                      | Németország · Ronja Doring · Janine Kohlmann                     | Magyarország · Alekszejev Tamara · Boros Alexandra                             |

### Vegyes
| Versenyszám | Arany                                  | Ezüst                                             | Bronz                                              |
| Váltó       | Csehország · Natalie Dianová · Jan Kuf | Oroszország · Donata Rimshayte · Alexander Savkin | Olaszország · Lavinia Bonessio · Auro Franceschini |

## Éremtáblázat
|          | Nemzet             | Arany | Ezüst | Bronz | Összesen |
| 1.       | Csehország         | 2     | 1     | 0     | 3        |
| 2.       | Litvánia           | 2     | 0     | 0     | 2        |
| 3.       | Oroszország        | 1     | 2     | 1     | 4        |
| 4.       | Olaszország        | 1     | 0     | 2     | 3        |
| 5.       | Fehéroroszország   | 1     | 0     | 0     | 1        |
| 6.       | Németország        | 0     | 1     | 1     | 2        |
| 6.       | Magyarország       | 0     | 1     | 1     | 2        |
| 8.       | Franciaország      | 0     | 1     | 0     | 1        |
| 8.       | Egyesült Királyság | 0     | 1     | 0     | 1        |
| 10.      | Lengyelország      | 0     | 0     | 1     | 1        |
| 10.      | Törökország        | 0     | 0     | 1     | 1        |
| Összesen | Összesen           | 7     | 7     | 7     | 21       |